# Liste der Grafen und Markgrafen der Provence

## Grafen der Provence
- Boso I., Graf der Provence († 935 nach 13. September) aus dem Geschlecht der Buviniden; ⚭ um 928 Berta († nach 18. August 965), Tochter des Grafen Boso von Avignon und Vaisin, Markgraf von Tuszien († nach 936), (Bosoniden)
- Hugo der Schwarze, Markgraf der Provence 936–948, Bruder Bosos I. (Buviniden)

### Haus Provence
- Boso II. († 965/967), Graf von Avignon und Arles, d. h. Graf der Provence, Sohn von Rotbald I. von Agel († wohl 959) und einer Tochter von Wilhelm I. dem Frommen, Herzog von Aquitanien, (Wilhelmiden)

## Markgrafschaft und Grafschaft Provence

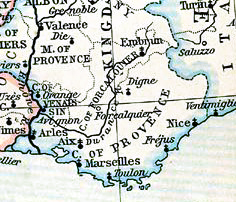
Die Provence mit der Markgrafschaft, der Grafschaft Forcalquier und der Grafschaft im 12. Jahrhundert

Die zwei Söhne Bosos II. teilten sich das Herrschaftsgebiet ihres Vaters auf. Der ältere, Rotbald II., übernahm die Region um Avignon und begründete die Markgrafschaft Provence. Der jüngere, Wilhelm I., nahm das Land um Arles und begründete die Grafschaft Provence. Von dieser wurde im 11. Jahrhundert die Grafschaft Forcalquier abgetrennt, die von Nachkommen des Grafen Gottfried I. regiert wurde. Durch die Ehe der letzten Erbin von Forcalquier mit dem Grafen Alfons II. wurde diese Grafschaft Ende des 12. Jahrhunderts wieder mit der Grafschaft Provence vereint.
Sowohl die Markgrafschaft als auch die Grafschaft Provence wurden nach dem Tod ihrer letzten Inhaber, obgleich sie Lehnsterritorien des Heiligen Römischen Reiches waren, mit Frankreich vereint. Teile der Markgrafschaft (Comtat Venaissin, Grafschaft Avignon) gelangten allerdings an den Papst.
1755 erhielt Prinz Louis Stanislas Xavier de Bourbon, der spätere Ludwig XVIII., von seinem Großvater, Ludwig XV. den Titel eines Comte de Provence.
| Name | Regierungszeit | Verwandtschaft           |
| --- | -------------- | ------------------------ |
| Haus Provence (ältere Linie) |                |                          |
| Rotbald II. | 965/967–1008   | Sohn von Boso II.        |
| Rotbald III. | um 1008–1014   | Sohn des Vorgängers      |
| Wilhelm III. | 1014–1037      | Sohn des Vorgängers      |
| Emma | 1037–nach 1063 | Schwester des Vorgängers |
| Raimundiner (Haus Toulouse) |                |                          |
| Bertrand I. | um 1063–????   | Sohn der Vorgängerin     |
| Raimund IV. von Saint-Gilles | ????–1105      | Neffe des Vorgängers     |
| Bertrand III. | 1105–1108      | Sohn seines Vorgängers   |
| Alfons Jordan | 1108–1148      | Bruder seines Vorgängers |
| Raimund V. | 1148–1194      | Sohn seines Vorgängers   |
| Raimund VI. | 1194–1222      | Sohn seines Vorgängers   |
| Raimund VII. | 1222–1249      | Sohn seines Vorgängers   |
| Johanna | 1249–1271      | Tochter des Vorgängers   |
| Kapetinger |                |                          |
| Alfons von Poitiers | 1249–1271      | Ehemann von Johanna      |
| Vereinigung der Markgrafschaft Provence mit der französischen Krondomäne. 1274 übertrug König Philipp III. der Kühne das Comtat Venaissin dem Papst. Die Grafschaft Avignon wurde 1290 von König Philipp IV. dem Schönen an seinen Vetter Karl II. von Anjou übergeben. Dessen Urenkelin Johanna verkaufte Avignon 1348 an den Papst. |                |                          |

| Name                                                                  | Herrschaft      | Verwandtschaft              |
| --------------------------------------------------------------------- | --------------- | --------------------------- |
| Haus Provence (jüngere Linie)                                         |                 |                             |
| Wilhelm I. der Befreier                                               | 965/967–993     | Sohn von Boso II.           |
| Wilhelm II.                                                           | 993–1018        | Sohn des Vorgängers         |
| Wilhelm IV.                                                           | 1018–1019/30    | Sohn des Vorgängers         |
| Fulko Bertrand I.                                                     | 1019/30–um 1051 | Bruder des Vorgängers       |
| Gottfried I.                                                          | um 1051–1061/62 | Bruder des Vorgängers       |
| Bertrand II.                                                          | 1061/62–1090/94 | Sohn des Vorgängers         |
| Gerberga                                                              | 1090/94–1112/18 | Schwester des Vorgängers    |
| Dulcia I.                                                             | 1112/18–1127/30 | Tochter der Vorgängerin     |
| Haus Barcelona                                                        |                 |                             |
| Berengar Raimund I.                                                   | 1127/30–1144    | Sohn der Vorgängerin        |
| Raimund Berengar III.                                                 | 1144–1166       | Sohn des Vorgängers         |
| Dulcia II.                                                            | 1144–1166       | Tochter des Vorgängers      |
| Alfons I.                                                             | 1166–1167       | Urenkel von Dulcia I.       |
| Raimund Berengar IV.                                                  | 1167–1181       | Bruder des Vorgängers       |
| Sancho                                                                | 1181–1185       | Bruder des Vorgängers       |
| Alfons II.                                                            | 1185–1209       | Sohn von Alfons I.          |
| Raimund Berengar V.                                                   | 1209–1245       | Sohn des Vorgängers         |
| Beatrix                                                               | 1245–1267       | Tochter des Vorgängers      |
| Haus Anjou                                                            |                 |                             |
| Karl I. von Anjou                                                     | 1267–1285       | Ehemann von Beatrix         |
| Karl II. der Lahme                                                    | 1285–1309       | Sohn des Vorgängers         |
| Robert der Weise                                                      | 1309–1343       | Sohn des Vorgängers         |
| Johanna                                                               | 1343–1382       | Enkelin des Vorgängers      |
| Haus Anjou-Valois                                                     |                 |                             |
| Ludwig I.                                                             | 1382–1384       | Adoptivsohn der Vorgängerin |
| Ludwig II.                                                            | 1384–1417       | Sohn des Vorgängers         |
| Ludwig III.                                                           | 1417–1434       | Sohn des Vorgängers         |
| René der gute König                                                   | 1434–1480       | Bruder des Vorgängers       |
| Karl III.                                                             | 1480–1481       | Neffe des Vorgängers        |
| Vereinigung der Grafschaft Provence mit der französischen Krondomäne. |                 |                             |

| Name | Regierungszeit | Verwandtschaft           |
| --- | -------------- | ------------------------ |
| Haus Provence (ältere Linie) |                |                          |
| Rotbald II. | 965/967–1008   | Sohn von Boso II.        |
| Rotbald III. | um 1008–1014   | Sohn des Vorgängers      |
| Wilhelm III. | 1014–1037      | Sohn des Vorgängers      |
| Emma | 1037–nach 1063 | Schwester des Vorgängers |
| Raimundiner (Haus Toulouse) |                |                          |
| Bertrand I. | um 1063–????   | Sohn der Vorgängerin     |
| Raimund IV. von Saint-Gilles | ????–1105      | Neffe des Vorgängers     |
| Bertrand III. | 1105–1108      | Sohn seines Vorgängers   |
| Alfons Jordan | 1108–1148      | Bruder seines Vorgängers |
| Raimund V. | 1148–1194      | Sohn seines Vorgängers   |
| Raimund VI. | 1194–1222      | Sohn seines Vorgängers   |
| Raimund VII. | 1222–1249      | Sohn seines Vorgängers   |
| Johanna | 1249–1271      | Tochter des Vorgängers   |
| Kapetinger |                |                          |
| Alfons von Poitiers | 1249–1271      | Ehemann von Johanna      |
| Vereinigung der Markgrafschaft Provence mit der französischen Krondomäne. 1274 übertrug König Philipp III. der Kühne das Comtat Venaissin dem Papst. Die Grafschaft Avignon wurde 1290 von König Philipp IV. dem Schönen an seinen Vetter Karl II. von Anjou übergeben. Dessen Urenkelin Johanna verkaufte Avignon 1348 an den Papst. |                |                          |

| Name                                                                  | Herrschaft      | Verwandtschaft              |
| --------------------------------------------------------------------- | --------------- | --------------------------- |
| Haus Provence (jüngere Linie)                                         |                 |                             |
| Wilhelm I. der Befreier                                               | 965/967–993     | Sohn von Boso II.           |
| Wilhelm II.                                                           | 993–1018        | Sohn des Vorgängers         |
| Wilhelm IV.                                                           | 1018–1019/30    | Sohn des Vorgängers         |
| Fulko Bertrand I.                                                     | 1019/30–um 1051 | Bruder des Vorgängers       |
| Gottfried I.                                                          | um 1051–1061/62 | Bruder des Vorgängers       |
| Bertrand II.                                                          | 1061/62–1090/94 | Sohn des Vorgängers         |
| Gerberga                                                              | 1090/94–1112/18 | Schwester des Vorgängers    |
| Dulcia I.                                                             | 1112/18–1127/30 | Tochter der Vorgängerin     |
| Haus Barcelona                                                        |                 |                             |
| Berengar Raimund I.                                                   | 1127/30–1144    | Sohn der Vorgängerin        |
| Raimund Berengar III.                                                 | 1144–1166       | Sohn des Vorgängers         |
| Dulcia II.                                                            | 1144–1166       | Tochter des Vorgängers      |
| Alfons I.                                                             | 1166–1167       | Urenkel von Dulcia I.       |
| Raimund Berengar IV.                                                  | 1167–1181       | Bruder des Vorgängers       |
| Sancho                                                                | 1181–1185       | Bruder des Vorgängers       |
| Alfons II.                                                            | 1185–1209       | Sohn von Alfons I.          |
| Raimund Berengar V.                                                   | 1209–1245       | Sohn des Vorgängers         |
| Beatrix                                                               | 1245–1267       | Tochter des Vorgängers      |
| Haus Anjou                                                            |                 |                             |
| Karl I. von Anjou                                                     | 1267–1285       | Ehemann von Beatrix         |
| Karl II. der Lahme                                                    | 1285–1309       | Sohn des Vorgängers         |
| Robert der Weise                                                      | 1309–1343       | Sohn des Vorgängers         |
| Johanna                                                               | 1343–1382       | Enkelin des Vorgängers      |
| Haus Anjou-Valois                                                     |                 |                             |
| Ludwig I.                                                             | 1382–1384       | Adoptivsohn der Vorgängerin |
| Ludwig II.                                                            | 1384–1417       | Sohn des Vorgängers         |
| Ludwig III.                                                           | 1417–1434       | Sohn des Vorgängers         |
| René der gute König                                                   | 1434–1480       | Bruder des Vorgängers       |
| Karl III.                                                             | 1480–1481       | Neffe des Vorgängers        |
| Vereinigung der Grafschaft Provence mit der französischen Krondomäne. |                 |                             |